# Leptocera niveohalterata
Leptocera niveohalterata är en tvåvingeart som beskrevs av Oswald Duda 1925. Leptocera niveohalterata ingår i släktet Leptocera och familjen hoppflugor. Inga underarter finns listade i Catalogue of Life.